# Pardopsis strictica
Pardopsis strictica är en fjärilsart som beskrevs av Jean Baptiste Boisduval. Pardopsis strictica ingår i släktet Pardopsis och familjen praktfjärilar. Inga underarter finns listade i Catalogue of Life.